# شاخ تپه
شاخ تپه مربوط به دوره سلجوقیان است و در شهرستان شهریار، بخش ملارد، روستای یوسف آباد واقع شده و این اثر در تاریخ ۱۷ مرداد ۱۳۸۳ با شمارهٔ ثبت ۱۱۰۴۴ به‌عنوان یکی از آثار ملی ایران به ثبت رسیده است.